# یاکی ین
یاکی ین (انگلیسی: Yaki Yen؛ زادهٔ ۲۱ آوریل ۱۹۸۹) بازیکن فوتبال اهل اسپانیا است.
از باشگاه‌هایی که در آن بازی کرده‌است می‌توان به باشگاه فوتبال چانگچون یاتای اشاره کرد.
وی همچنین در تیم ملی فوتبال چین تایپه بازی کرده‌است.